# Li Guangli
Li Guangli (zm. 88 p.n.e.) – chiński generał z czasów dynastii Han. Był bratem Li, konkubiny cesarza Wudi i dzięki jej protekcji osiągnął wysokie stanowiska.
W latach 104-102 p.n.e. poprowadził ofensywę chińską w sile 6000 konnicy i 20-30 tys. pieszych na terenie doliny Tarymu, zakończoną podporządkowaniem wielu oaz-państewek tamtego regionu. Głównym celem wyprawy było zdobycie Fergany, jednak po długiej i wyczerpującej wędrówce oraz stracie połowy swoich sił Li doszedł do wniosku iż utrzymanie tam chińskiej placówki ze względu na odległość byłoby niemożliwe i powrócił do kraju z dwoma tysiącami słynnych fergańskich koni.
Dowodził nieudanymi kampaniami przeciwko Xiongnu w 99 i 97 p.n.e. Podczas trzeciej kampanii w 90 p.n.e. dostał się do niewoli i przeszedł na stronę wroga, za co cesarz skazał na wyniszczenie jego rodzinę.